# Теплота фазового перехода
Теплота́ фа́зового перехо́да — количество теплоты, которое необходимо сообщить веществу (или отвести от него) при равновесном изобарно-изотермическом переходе вещества из одной фазы в другую (фазовом переходе I рода — кипении, плавлении, кристаллизации, полиморфном превращении и т. п.).
Для фазовых переходов II рода теплота фазового превращения равна нулю.
Равновесный фазовый переход при данном давлении происходит при постоянной температуре — температуре фазового перехода. Теплота фазового перехода равна произведению температуры фазового перехода на разность энтропий в двух фазах, между которыми происходит переход.
Различают удельную и мольную теплоту фазового перехода, отнесённые соответственно к 1 кг и 1 молю вещества.